# Grimlaïc
Grimlaïc (en latin : Grimlaicus) est un prêtre franc du IXe siècle, auteur d'une règle à l'usage des reclus intitulée Regulae Solitariorum.

## Biographie
Grimlaïc vécut en Lotharingie autour de l'an 900. À la fin du IXe siècle, on trouve un prêtre nommé Grimlaicus en faveur duquel le pape Formose écrivit à Foulques, archevêque de Reims, afin de lui procurer un évêché dans sa province. Il pourrait s'agir de la même personne.
Il est le premier auteur d'une règle à l'usage des reclus. Il constitue un lien entre les Pères orientaux, initiateurs de ce mode d'existence, et la tradition occidentale héritée de saint Benoît et de saint Grégoire.
Pour Grimlaïc, le reclus doit avoir pour seuls vêtements, deux tuniques, deux coules, une cape d'hiver, deux sous-vêtements, deux paires de jambières et des chaussures. Son lit doit être une simple natte avec une couverture et un oreiller. Il doit se raser tous les 40 jours. De plus, sa cellule doit comporter un tub qui doit être utilisé régulièrement.
Le reclus doit consacrer les trois premières et les trois dernières heures de la journée à la prière et à la lecture ; les six heures du milieu de la journée au travail.
Grimlaïc recommande deux repas quotidiens composés de pain, de légumes, d'œufs, de fromage et de fruits ; concernant le jeûne, il est préférable de manger peu et d'avoir faim quotidiennement que de jeûner occasionnellement.

## Sources biographiques
- Histoire littéraire de la France, Tome V, Paris, Victor Palmé, 1866, p. 685, « Grimlaïc, prêtre solitaire » (lire en ligne).
- Denys le Chartreux, Livre de vie des recluses, Éditions Beauchesne, 2003.  (ISBN 2701014468)
- (en) Liz Herbert McAvoy, Anchoritic Traditions of Medieval Europe, Boydell & Brewer Ltd, 2010.  (ISBN 1843835207)